# Tiffany Bolton
Tiffany Bolton, sinds haar huwelijk Tiffany Hendra, (21 augustus 1971) is een Amerikaanse actrice.

## Levensloop en carrière
Bolton speelde haar eerste rol in 1994 in Walker, Texas Ranger. Tussen 1998 en 2001 speelde ze in 2 verschillende sketchprogramma's. Tussen 2004 en 2005 speelde ze in Black Tie Nights, waarin ze een datingbureau runde.

## Beknopte filmografie
- Walker, Texas Ranger, 1994
- The X Show, 1998-2001
- Black Tie Nights, 2004-2005